# Hepolahdenholma
Hepolahdenholma är en ö i Finland. Den ligger i sjön Määrjärvi och i kommunen Salo i den ekonomiska regionen  Salo och landskapet Egentliga Finland, i den södra delen av landet, 80 km väster om huvudstaden Helsingfors. Öns area är 1,7 hektar och dess största längd är 290 meter i sydöst-nordvästlig riktning.